# Макарьевка (Северо-Казахстанская область)
Макарьевка (каз. Макарьевка) — село в Жамбылском районе Северо-Казахстанской области Казахстана. Входит в состав Пресноредутского сельского округа. Код КАТО — 594661300.

## География
Расположено между озёрами Церковное и Круглое. Юго-западнее находится озеро Могильное.

## История
Село Макрьевское основано в 1896 г. на участке Таксатбай. В 1904 г. выстроена церковь. В 1897 г. открыта школа.

## Население
В 1999 году население села составляло 378 человек (197 мужчин и 181 женщина). По данным переписи 2009 года, в селе проживало 225 человек (111 мужчин и 114 женщин).